# Compostilla
Compostilla es una localidad del municipio de Ponferrada, situado en El Bierzo, en la provincia de León. Pertenece al núcleo urbano de Ponferrada, por lo que a su vez conforma uno de los doce barrios de la ciudad de Ponferrada.

## Situación
Se ubica al noreste del municipio, muy próximo al centro de Ponferrada con el que comunica principalmente, a través de la Avenida de Asturias (CL-631), principal vía de acceso a Ponferrada desde la A-6 por el noreste.

## Población
En el censo INE de 2021, contaba con 1882 habitantes, 928 hombres y 954 mujeres.